# Gunman: Odkupienie
Gunman: Odkupienie (ang. The Gunman) – amerykańsko-brytyjsko-francuski film akcji z 2015 roku w reżyserii Pierre’a Morela, który powstał na podstawie powieści Na straconej pozycji autorstwa Jeana-Patricka Manchette'a. Zdjęcia kręcono w Barcelonie, Logroño, Gibraltarze i Kapsztadzie.

## Obsada
- Sean Penn - Jim Terrier
- Javier Bardem - Felix Marti
- Idris Elba - Jackie Barnes
- Mark Rylance - Terrance Cox
- Jasmine Trinca - Annie
- Ray Winstone - Stanley
- Peter Franzén - Reiniger
- Billy Billingham - Reed
- Daniel Adegboyega - Bryson
- Ade Oyefeso - Eugene

## Odbiór

### Box office
Budżet filmu jest szacowany na 40 milionów dolarów. W Stanach Zjednoczonych i w Kanadzie film zarobił 10,7 mln USD. W innych krajach przychody również wyniosły 13,5 mln, a łączny przychód 24,2 mln dolarów.

### Krytyka w mediach
Film spotkał się z negatywną reakcją krytyków. W serwisie Rotten Tomatoes 17% ze 171 recenzji jest pozytywne, a średnia ocen wyniosła 4,4/10. Na portalu Metacritic średnia ocen z 41 recenzji wyniosła 39 punktów na 100.